# Kalak-e Kūrbolāgh
Kalak-e Kūrbolāgh (persiska: زکلک کور بلاغ, Zaglīk-e Kūrbolāgh, کلک کور بلاغ, زگلیک کور بلاغ) är en ort i Iran.   Den ligger i provinsen Östazarbaijan, i den nordvästra delen av landet, 500 km nordväst om huvudstaden Teheran. Kalak-e Kūrbolāgh ligger 1 164 meter över havet och antalet invånare är 223.
Terrängen runt Kalak-e Kūrbolāgh är huvudsakligen kuperad, men åt nordväst är den platt.Runt Kalak-e Kūrbolāgh är det ganska tätbefolkat, med 56 invånare per kvadratkilometer. Närmaste större samhälle är Chol Qeshlāqī, 9,5 km norr om Kalak-e Kūrbolāgh. Trakten runt Kalak-e Kūrbolāgh består i huvudsak av gräsmarker.